# 拉妮·坎彭
拉妮·坎彭（或译蓝妮·卡彭；1989年12月24日—），暱稱貝拉（Bella），為泰國著名女演員及模特兒。代表作品有《蒙初之賜》、《名門紳士之珍愛妙方》、《祭火》、《罪孽牢籠》與《天生一對》等。

## 早年生活
Bella是英泰混血兒，父親是英國人，為家中獨生女。Bella畢業於Jananan幼兒園，Pracha Niwet小學，以及Sarawittaya中學。大學於泰國法政大學的新聞與大眾傳播學系攻讀學士學位，畢業後持續在同一所大學攻讀新聞與大眾傳播學系的碩士學位，並以GPA 3.50的亮眼成績畢業。

## 演藝經歷
Bella於2011年在電視劇《惡魔的印跡》中首度亮相，並在隔年出演首部電影《鬥青春》，但當時還並不出名。
直到2013年，Bella搭檔帕貢·查博里拉（Boy）主演戲劇《蒙初之賜》。在劇中，Bella飾演的角色「Tan Yong」與一個身體虛弱的小女孩「May」交換了靈魂，此劇讓Bella漸漸為人熟知。
接著，她与吉拉宇·唐思蘇克（James）主演年代劇《名門紳士之珍愛妙方》，在劇中飾演三少奶奶「KrongKaew」。此劇爆紅後，Bella的人氣也自此水漲船高，更於同年於Dara Daily的頒獎典禮，被觀眾票選為「年度最具潛力女新人」。
2018年，Bella搭檔塔納瓦特·瓦塔納普迪（Pope）領銜主演歷史愛情喜劇《天生一對》，該劇打破多項收視紀錄，Bella也憑藉該劇獲得第十屆泰國皇家戲劇獎最佳女主角等獎項。

## 个人生活

### 感情
Bella曾与苏格拉瓦·卡那诺（Weir）低调交往多年，并在2016年对外公开恋情。2021年11月，双方证实分手，这使得关键词“Weir-Bella”登上泰国新闻趋势。
现与正大集团（谢拉瓦农家族）的查温·谢拉瓦农（Will）交往。

### 副業
2023年，Bella於曼谷開了一間名為「JO’s BANOFFEE」的咖啡兼甜品店。

## 作品列表

### 電影
| 年度   | 片名                           | 角色            | 備註 |
| 2012年 | 《鬥青春》                     | Dew             | 配角 |
| 2012年 | 《國境之愛》                   |                 | 配角 |
| 2020年 | 《牛氣沖天的Riam》             | Riam            | 主演 |
| 2022年 | 《天生一對2 大電影：再續前緣》 | Kesorn （花蕊） | 主演 |
| 2023年 | 《恭喜，我的前任》             | Risa            | 主演 |

### 電視劇
| 首播年份 | 戲名                       | 戲名                    | 播放平台    | 角色                             | 備註     |
| 首播年份 | 譯名                       | 原文名                  | 播放平台    | 角色                             | 備註     |
| 2011年   | 《惡魔的印跡2011》         |                         | Ch3Thailand | Methawee （May）                 | 女二     |
| 2012年   | 《豔陽愛戀》               |                         | Ch3Thailand | Viriya                           | 女二     |
| 2013年   | 《蒙初之賜》               |                         | Ch3Thailand | Tan Yong （May）                 | 主演     |
| 2013年   | 《名門紳士之珍愛妙方》     |                         | Ch3Thailand | KrongKaew （Kaew／康瑤）         | 主演     |
| 2013年   | 《名門紳士之緣定芳林》     |                         | Ch3Thailand | KrongKaew （Kaew／康瑤）         | 特別演出 |
| 2013年   | 《名門紳士之曼舞雲霄》     |                         | Ch3Thailand | KrongKaew （Kaew／康瑤）         | 特別演出 |
| 2014年   | 《奴隸之子2014》           |                         | Ch3Thailand | Namtip                           | 主演     |
| 2014年   | 《煉獄火花》               |                         | Ch3Thailand | Nuea Nang                        | 主演     |
| 2014年   | 《真愛無界》               |                         | Ch3Thailand | Naamrin （娜琳）                 | 主演     |
| 2016年   | 《愛妻》                   |                         | Ch3Thailand | Rin Rapee                        | 主演     |
| 2016年   | 《麥卡拉的天堂》           |                         | Ch3Thailand | Mekala （Mek／麥卡拉）           | 主演     |
| 2017年   | 《道德的火焰2017》         |                         | Ch3Thailand | Pimala （Pim）                   | 主演     |
| 2018年   | 《天生一對》               |                         | Ch3Thailand | Karakade                         | 主演     |
| 2018年   | 《天生一對》               | Kadesurang              | Ch3Thailand |                                  | 主演     |
| 2018年   | 《笛聲悠長2018》           |                         | Ch3Thailand | Pikul                            | 主演     |
| 2018年   | 《笛聲悠長2018》           | Rarin                   | Ch3Thailand |                                  | 主演     |
| 2019年   | 《罪孽牢籠》               |                         | Ch3Thailand | Reynu                            | 主演     |
| 2020年   | 《千謊百愛》               |                         | Ch3Thailand | Pitcha （Aim）                   | 主演     |
| 2021年   | 《愛的判決書》             |                         | Ch3Thailand | Thichakorn Pornpracha （Thicha） | 主演     |
| 2023年   | 《天生一對之命中注定》     |                         | Ch3Thailand | Puttarn                          | 主演     |
| 2023年   | 《天生一對之命中注定》     | Karakade （Kadesurang） | Ch3Thailand |                                  | 主演     |
| 2025年   | 《大爵爺和Kham Duang姑娘》 |                         | Ch3Thailand | Kham Duang                       | 主演     |

### 廣告代言
註：以下資料整理自拉妮·坎彭的電視廣告及Instagram官方帳戶。
| 代言品牌       | 年份           | 產品名稱／備註   | 合作藝人 |
| Fendi Thailand | 2023年         | 首位女性品牌摯友 | 不適用   |
| Fendi Thailand | 2023年11月至今 | 品牌大使         | 不適用   |

### 音樂錄影帶
| 年份   | 歌名                   | 歌手          | 合作藝人      |
| 2014年 | Ja Ruk Jon Gwah Ja Roo | Warawut Poyim | 普林·蘇帕拉   |
| 2016年 | 深陷                   | 素格力·威塞哥 | 素格力·威塞哥 |
| 2018年 | 晚香玉                 | Palmy         |               |